# Ливерпуль (футбольный клуб, Монтевидео)
Футбольный клуб «Ливерпу́ль» Монтевидео (исп. Liverpool Fútbol Club (Montevideo)) — уругвайский футбольный клуб из города Монтевидео. Чемпион Уругвая 2023 года.

## История
Клуб был основан 12 февраля 1915 года. В 1919 году команда впервые пробилась в Высший Дивизион Уругвая. За всю свою историю «Ливерпуль» не выиграл ни одного трофея, но неоднократно занимал призовые места в чемпионате и Лигилье. До 2023 года «Ливерпуль» оспаривал в Уругвае звание величайшей команды из числа тех, которые не выиграли в своей истории ни одного чемпионата.
Название клуба было дано бывшими рабочими из Великобритании в честь города и английского клуба «Ливерпуль». Основными цветами команды являются чёрный и синий. С 2006 года гостевая форма клуба полностью красная, чтобы подчеркнуть сходство в названии уругвайской команды и английского суперклуба.

## Стадион
«Ливерпуль» выступает на стадионе Бельведере, который раньше являлся домашней ареной для «Монтевидео Уондерерс». После того, как «Уондерерс» переехали на стадион Вьера, Бельведере стал домашней ареной «Ливерпуля».

## Достижения
- Чемпион Уругвая: 2023
- Вице-чемпион Уругвая: 2022
- Победитель Промежуточного турнира: 2019, 2023
- Обладатель Суперкубка Уругвая: 2020
- Чемпион Второго дивизиона Уругвая (4): 1966, 1987, 2002, 2014/15
- Чемпион дивизиона Интермедиа (второго дивизиона в структуре лиг) (2): 1919, 1937
- Чемпион дивизиона Экстра (третьего дивизиона в структуре лиг) (1): 1916